# Горценьо
Горцѐньо (на италиански: Gorzegno; на пиемонтски: Gorzegn, Горцен) е село и община в Северна Италия, провинция Кунео, регион Пиемонт. Разположено е на 319 m надморска височина. Населението на общината е 332 души (към 2010 г.).